# Llista de compositors de cinema
Llista dels principals compositors de música pel cinema.
| Directori A B C D E F G H I J K L M N O P Q R S T U V W X Y Z |

## A
- Neal Acree
- Barry Adamson
- Richard Addinsell
- John Addison
- Larry Adler
- Mark Adler
- Peter Herman Adler
- Damon Albarn
- Nusrat Fateh Ali Khan
- Eric Allaman
- John Altman
- William Alwyn
- Alejandro Amenábar
- Daniele Amfitheatrof
- David Amram
- Brendan Anderson
- Chris Anderson
- Michael Andrews
- Peitor Angell
- George Antheil
- Pete Anthony
- Louis Applebaum
- David Arkenstone
- Harold Arlen
- Robert Armbruster
- Craig Armstrong
- Léo Arnaud
- David Arnold
- Malcolm Arnold
- Edward Artemyev
- Kenny Ascher
- Gil Askey
- Tim Atack
- Georges Auric
- Mark Ayres

## B
- Bruce Babcock
- Luís Enríquez Bacalov
- Burt Bacharach
- Pierre Bachelet
- Angelo Badalamenti
- Klaus Badelt
- Constantin Bakaleinikoff
- Mischa Bakaleinikoff
- Buddy Baker
- Michael Conway Baker
- Alexander Balanescu
- Richard Band
- Roque Baños
- Lesley Barber
- Gato Barbieri
- Juan Bardem
- Nathan Barr
- Bebe Barron
- Louis Barron
- Daemion Barry
- John Barry
- Steve Bartek
- Benjamin Bartlett
- Dee Barton
- Tyler Bates
- Mike Batt
- Arnold Bax
- Les Baxter
- Jeff Beal
- John Beal
- Christophe Beck
- David Bell
- Richard Bellis
- Marco Beltrami
- David Benoît
- Richard Rodney Bennett
- Robert Russell Bennett
- David Bergeaud
- James Bernard
- Charles Bernstein
- Elmer Bernstein
- Leonard Bernstein
- Peter Bernstein
- Steven Bernstein
- Peter Best
- Kurt Bestor
- Sanjay Leela Bhansali
- Amin Bhatia
- Nick Bicât
- Jay Blackton
- Howard Blake
- Terence Blanchard
- Arthur Bliss
- Philippe Blumenthal
- Chris Boardman
- Claude Bolling
- Bernardo Bonezzi
- Luiz Bonfá
- Simon Boswell
- Perry Botkin Jr.
- Pieter Bourke
- Phil Boutelje
- Euel Box
- Steve Bramson
- Angelo Branduardi
- Goran Bregovic
- Leslie Bricusse
- David Bridie
- Jon Brion
- Benjamin Britten
- Jeff Britting
- Michael Brook
- Dirk Brossé
- Ian Broudie
- Bruce Broughton
- Nacio Herb Brown
- Robert Brunner
- George Bruns
- Paul Buckmaster
- Roy Budd
- Velton Ray Bunch
- Geoffrey Burgon
- Justin Caine Burnett
- T-Bone Burnett
- Ralph Burns
- Carter Burwell
- Artie Butler
- R. Dale Butts
- David Byrne

## C
- John Cacavas
- Patric Caird
- John Cale
- Sean Callery
- John Cameron
- Michel Camilo
- David Carbonara
- Gerard Carbonara
- Sam Cardon
- Wendy Carlos
- Don Caron
- John Carpenter
- Fiorenzo Carpi
- Paul Carr
- Tristram Cary
- Carles Cases
- Warren Casey
- Teddy Castellucci
- Khalil Chahine
- Gary Chang
- Charlie Chaplin
- Saul Chaplin
- Benoît Charest
- Jay Chattaway
- Evan H. Chen
- Paul Chihara
- Edmund Choi
- Frank Churchill
- Stelvio Cipriani
- Eric Clapton
- Nigel Clarke
- Stanley Clarke
- Alf Clausen
- Shawn Clement
- George S. Clinton
- Charlie Clouser
- Elia Cmiral
- Serge Colbert
- Ray Colcord
- Lisa Coleman
- Anthony Collins
- Michel Colombier
- Alberto Colombo
- Eric Colvin
- Joseph Conlan
- Marius Constant
- Paolo Conte
- Bill Conti
- Michael Convertino
- Ry Cooder
- Stewart Copeland
- Carmine Coppola
- Antonio Cora
- Normand Corbeil
- Frank Cordell
- Billy Corgan
- John Corigliano
- Jean Corriveau
- Vladimir Cosma
- Elvis Costello
- Bruno Coulais
- Alexander Courage
- Chris Crilly
- Carlo Crivelli
- Michael Csányi-Wills
- Stephen Cullo
- Hoyt Curtin

## D
- Oswald D'Andrea
- Nino D'Angelo
- Lucio Dalla
- Burkhard Dallwitz
- Johnny Dankworth
- Jeff Danna
- Mychael Danna
- Ismail Darbar
- Ken Darby
- Mason Daring
- Iva Davies
- Shaun Davey
- Marty Davich
- Carl Davis
- Don Davis
- John Debney
- Christopher Dedrick
- Georges Delerue
- Joe Delia
- Paco De Lucía
- Jacques Demy
- François De Roubaix
- Manuel De Sica
- Alexandre Desplat
- Adolph Deutsch
- Ian Devaney
- Frank De Vol
- Barry De Vorzon
- Marius De Vries
- Neil Diamond
- Andrew Dickson
- Loek Dikker
- James Di Pasquale
- Ramin Djawadi
- Robert Emmett Dolan
- Klaus Doldinger
- François Dompierre
- Pino Donaggio
- Jim Dooley
- Steve Dorff
- Jonathan Dove
- Patrick Doyle
- Carmen Dragon
- Elizabeth Drake
- Anne Dudley
- Antoine Duhamel
- Tan Dun
- George Duning
- John Du Prez
- Bob Dylan

## E
- Brian Easdale
- Clint Eastwood
- Randy Edelman
- Roger Edens
- Ross Edwards
- Stephen Edwards
- Cliff Eidelman
- Hanns Eisler
- Danny Elfman
- Jonathan Elias
- Duke Ellington
- Jack Elliott
- Don Ellis
- Stephen Endelman
- Charles Engstrom
- Micky Erbe
- Leo Erdody
- Jim Ervin
- Pascal Estève

## F
- Yuri Faier
- Sammy Fain
- Percy Faith
- Harold Faltermeyer
- Jim Farmer
- Robert Farnon
- Louis Febre
- George Fenton
- Allyn Ferguson
- Jay Ferguson
- Charles Fernandez
- Cy Feuer
- Brad Fiedel
- Jerry Fielding
- Magnus Fiennes
- Mike Figgis
- Simon Fisher-Turner
- Dan Foliart
- Robert Folk
- Louis Forbes
- Charles Fox
- David Michael Frank
- Christopher Franke
- Benjamin Frankel
- Ian Fraser
- Gavin Friday
- Gerald Fried
- Hugo Friedhofer
- Bill Frisell
- John Frizzell
- Dominic Frontiere
- Lewis Furey

## G
- Peter Gabriel
- Douglas Gamley
- Eva Gancedo
- Russell Garcia
- Snuff Garrett
- Brian Gascoigne
- Tony Gatlif
- Lisa Gerrard
- Joseph Gershenson
- Michael Giacchino
- Jeff Gibbs
- Michael Gibbs
- Richard Gibbs
- Herschel Burke Gilbert
- Philip Glass
- Evelyn Glennie
- Nick Glennie-Smith
- Lud Gluskin
- Luciano Godoy
- Ernest Gold
- Murray Gold
- Billy Goldenberg
- Elliot Goldenthal
- Joel Goldsmith
- Jerry Goldsmith
- Jonathan Goldsmith
- William Goldstein
- Howard Goodall
- Miles Goodman
- Gordon Goodwin
- Ron Goodwin
- Christopher Gordon
- Michael Gore
- Damon Gough
- Gerald Gouriet
- Patrick Gowers
- Paul Grabowsky
- Ron Grainer
- Barry Gray
- Stephen Graziano
- Johnny Green
- Gavin Greenaway
- Walter Greene
- Richard Grégoire
- Harry Gregson-Williams
- Rupert Gregson-Williams
- David Grisman
- Ferde Grofé Sr.
- Andrew Gross
- Charles Gross
- Guy Gross
- Larry Groupé
- Louis Gruenberg
- Jay Gruska
- Dave Grusin
- Vince Guaraldi
- Andrea Guerra
- Christopher Gunning

## H
- Manos Hadjidakis
- Richard Hageman
- Earle Hagen
- Karl Hajos
- Dick Halligan
- Al Ham
- Marvin Hamlisch
- Jan Hammer
- Herbie Hancock
- Denis M. Hannigan
- Ronan Hardiman
- John Harle
- Leigh Harline
- W. Franke Harling
- Joe Harnell
- Don Harper
- Richard Hartley
- Richard Harvey
- Jimmie Haskell
- Paul Haslinger
- Tony Hatch
- Marvin Hatley
- Todd Hayen
- Isaac Hayes
- Lennie Hayton
- Alex Heffes
- Neal Hefti
- Reinhold Heil
- Ray Heindorf
- Oliver Heise
- Charles Henderson
- Bernard Herrmann
- Jean-Jacques Hertz
- Nigel Hess
- Werner R. Heymann
- Hilmar Örn Hilmarsson
- David Hirschfelder
- Joel Hirschhorn
- Joe Hisaishi
- Michael Hoenig
- Joachim Holbæk
- Lee Holdridge
- Frederick Hollander
- David Holmes
- Nellee Hooper
- Nicholas Hooper
- Kenyon Hopkins
- Trevor Horn
- James Horner
- Richard Horowitz
- James Newton Howard
- Alan Howarth
- David A. Hughes
- Søren Hyldgaard
- Dick Hyman

## I
- Akira Ifukube
- Alberto Iglesias
- Ángel Illarramendi
- Ernest Irving
- Ashley Irwin
- Björn Isfält
- Mark Isham

## J
- Paul Jabara
- Steve Jablonsky
- Alexander Janko
- Werner Janssen
- Maurice Jarre
- Jatin-Lalit
- Mark Jensen
- Zhao Jiping
- Elton John
- Carl Johnson
- J.J. Johnson
- Laurie Johnson
- Adrian Johnston
- Dan Jones
- Quincy Jones
- Ron Jones
- Trevor Jones
- David Julyan
- Bill Justis
- Benoît Jutras

## K
- Jan A. P. Kaczmarek
- Gus Kahn
- Michael Kamen
- John Kander
- Yôko Kanno
- Tuomas Kantelinen
- Bronislau Kaper
- Sol Kaplan
- Dana Kaproff
- Anton Karas
- Fred Karlin
- Laura Karpman
- Al Kasha
- Kenji Kawai
- Edward J. Kay
- John Keane
- Roger Kellaway
- Arthur Kempel
- Rolfe Kent
- Jerome Kern
- Aram Khatxaturian
- Wojciech Kilar
- Kevin Kiner
- Kitaro
- David Kitay
- Johnny Klimek
- Harald Kloser
- Jürgen Knieper
- Mark Knopfler
- Krzysztof Komeda
- Erich Wolfgang Korngold
- Mark Korven
- Irwin Kostal
- Joe Kraemer
- Milan Kymlicka

## L
- Yves Laferrière
- Francis Lai
- John Lanchbery
- Russ Landau
- Robert Lane
- Arthur Lange
- Bruce Langhorne
- Daniel Lanois
- Ken Lauber
- Angelo Francesco Lavagnino
- David Lawrence
- Bill Lee
- Byong Woo Lee
- Sang Ho Lee
- Michel Legrand
- John Leipold
- Christopher Lennertz
- Jack Lenz
- Alan Jay Lerner
- Sylvester Levay
- Eric Levi
- Krishna Lévy
- Shuki Levy
- Michael J. Lewis
- Daniel Licht
- Joseph J. Lilley
- Michael Linn
- Olivier Lliboutry
- Michael Lloyd
- Andrew Lloyd Webber
- Brian Lock
- Frederick Loewe
- William Loose
- Michal Lorenc
- Jacques Loussier
- Erik Lundborg
- John Lunn
- Deborah Lurie
- John Lurie
- Danny Lux

## M
- Egisto Macchi
- Mader
- Michel Magne
- Anu Malik
- Mark Mancina
- Henry Mancini
- Johnny Mandel
- Harry Manfredini
- Chuck Mangione
- Hummie Mann
- Franco Mannino
- Clint Mansell
- David Mansfield
- Dario Marianelli
- Anthony Marinelli
- Jack Marshall
- George Martin
- Peter Martin
- Cliff Martinez
- Richard Marvin
- Claudio Mattone
- Peter Matz
- Peter Maxwell-Davies
- Billy May
- Brian May
- Toshiro Mayazumi
- Curtis Mayfield
- Dennis McCarthy
- Matthew McCauley
- John McCusker
- David McHugh
- James McKee Smith
- Mark McKenzie
- Rod McKuen
- Joel McNeely
- Gil Melle
- Peter Rodgers Melnick
- Michael Melvoin
- Wendy Melvoin
- Bingen Mendizabal
- Alan Menken
- Giancarlo Menotti
- Mahlon Merrick
- Pat Metheny
- Michel Michelet
- Cynthia Millar
- Marcus Miller
- Randy Miller
- Mario Millo
- Paul Misraki
- Richard G. Mitchell
- Vic Mizzy
- Cyril Mockridge
- Madan Mohan
- Charlie Mole
- Fred Mollin
- Deborah Mollison
- Paddy Moloney
- Hugo Montenegro
- Dudley Moore
- Lennie Moore
- Mike Moran
- Lucien Moraweck
- Jaques Morelenbaum
- John Morgan
- Angela Morley
- Giorgio Moroder
- Jerome Moross
- Andrea Morricone
- Ennio Morricone
- John Morris
- Boris Morros
- Mark Mothersbaugh
- William Motzing
- Dominic Muldowney
- Joseph Mullendore
- David Munrow
- John Murphy
- Lyn Murray
- Jennie Muskett
- Stanley Myers
- Fred Myrow

## N
- Mario Nascimbene
- Javier Navarrete
- Chris Neal
- Oliver Nelson
- Éric Neveux
- Ira Newborn
- Alfred Newman
- David Newman
- Emil Newman
- Randy Newman
- Thomas Newman
- Lionel Newman
- Alan Nicholls
- Bruno Nicolai
- Lennie Niehaus
- José Nieto
- Stefan Nilsson
- Jack Nitzsche
- Erik Nordgren
- Per Nørgård
- Monty Norman
- Alex North
- Julian Nott
- Michael Nyman

## O
- Patrick O'Hearn
- Paul Oakenfold
- Shinichiro Ogata
- Mike Oldfield
- Orbital
- Norman Orenstein
- Buxton Orr
- Riz Ortolani
- John Ottman

## P
- Alan Parker
- Clifton Parker
- Trey Parker
- Van Dyke Parks
- Arvo Pärt
- Alan Pasqua
- Edward Paul
- Danny Pelfrey
- Heitor Pereira
- Frank Perkins
- Jean-Claude Petit
- Barrington Pheloung
- Stu Phillips
- Astor Piazzolla
- Piero Piccioni
- Franco Piersanti
- Nicholas Pike
- Antonio Pinto
- Nicola Piovani
- Edward H. Plumb
- Basil Poledouris
- Zoë Poledouris
- Jocelyn Pook
- Conrad Pope
- Steve Porcaro
- Michel Portal
- Rachel Portman
- Mike Post
- Andrew Powell
- John Powell
- Zbigniew Preisner
- André Previn
- Charles Previn
- Alan Price
- Andy Price
- Spencer Proffer
- Serguei Prokófiev
- Craig Pruess

## R
- Trevor Rabin
- Stephen Rae
- Robert O. Ragland
- A.R. Rahman
- Nic Raine
- David Raksin
- Sid Ramin
- Joe Raposo
- Satyajit Ray
- Raymond Rasch
- Alan Rawsthorne
- J.A.C. Redford
- Hugo Reisenfeld
- Niki Reiser
- Franz Reizenstein
- Joe Renzetti
- Graeme Revell
- Freddie Rich
- Jonathan Richman
- Nelson Riddle
- David Robbins
- Richard Robbins
- Harry Robinson
- J. Peter Robinson
- Milan Roder
- Nile Rodgers
- Richard Rodgers
- Nile Rodgers
- Robert Rodriguez
- Heinz Roemheld
- Eric Rogers
- Philippe Rombi
- Jeff Rona
- Ann Ronell
- David Rose
- Leonard Rosenman
- Laurence Rosenthal
- William Ross
- Nino Rota
- Bruce Rowland
- François Roy
- Guennadi Rojdéstvenski
- Miklós Rózsa
- Lance Rubin
- Michel Rubini
- Arthur B. Rubinstein
- Pete Rugolo
- Kate Rusby
- Larry Russell
- Carlo Rustichelli
- The RZA

## S
- Craig Safan
- Ryuichi Sakamoto
- Conrad Salinger
- Hans J. Salter
- Bennett Salvay
- Jeremy Sams
- Bernardo Sandoval
- Gustavo Santaolalla
- Philippe Sarde
- Shiro Sato
- Jordi Savall
- Carlo Savina
- Walter Scharf
- Victor Schertzinger
- Lalo Schifrin
- Gérard Schurmann
- David Schwartz
- Stephen Schwartz
- John Scott
- Morton Scott
- Tom Scott
- Humphrey Searle
- Eckhart Seeber
- Mischa Segal
- Ilona Sekacz
- Éric Serra
- Paul Shaffer
- Marc Shaiman
- Shankar–Ehsaan–Loy
- Theodore Shapiro
- Jamshied Sharifi
- Artie Shaw
- Edward Shearmur
- Jonathan Sheffer
- Richard M. Sherman
- Robert B. Sherman
- Kevin Shields
- Michael Shields
- Nathaniel Shilkret
- David Shire
- Howard Shore
- Dmitri Xostakóvitx
- Lawrence Shragge
- Leo Shuken
- Carlo Siliotto
- Stanley Silverman
- Louis Silvers
- Alan Silvestri
- Carly Simon
- Marty Simon
- Claudio Simonetti
- Peter Simons
- Mike Simpson
- Marlin Skiles
- Frank Skinner
- Cezary Skubiszewski
- Michael Small
- Bruce Smeaton
- B.C. Smith
- Paul J. Smith
- Mark Snow
- Curt Sobel
- Maribeth Solomon
- Stephen Sondheim
- Jeremy Soule
- Tim Souster
- Herbert W. Spencer
- Thad Spencer
- John Sponsler
- Andy Stein
- Ronald Stein
- Fred Steiner
- Max Steiner
- Leith Stevens
- Morton Stevens
- Dave Stewart
- George E. Stoll
- Morris Stoloff
- Robert Stolz
- Christopher Stone
- Gregory Stone
- Richard Stone (compositor)
- Herbert Stothart
- William Stromberg
- Marty Stuart
- Michael Suby
- Harry Sukman
- Andy Summers
- Bob Summers
- Mark Suozzo
- Keiichi Suzuki
- Stanislas Syrewicz

## T
- Toru Takemitsu
- Joby Talbot
- Frederic Talgorn
- Aleksander Tansman
- Michael Tavera
- Stephen James Taylor
- Max Terr
- Mikis Theodorakis
- Mark Thomas
- Ken Thorne
- Pierpaolo Tiano
- Yann Tiersen
- Chris Tilton
- Dmitri Tiomkin
- Ernest Toch
- Richard Tognetti
- tomandandy
- John Van Tongeren
- David Torn
- Colin Towns
- Brian Transeau
- Ernest Troost
- Armando Trovajoli
- Christopher Tyng
- Brian Tyler

## V
- Fabio Vacchi
- Nathan Van Cleave
- Pierre Van Dormael
- Vangelis
- Ralph Vaughan Williams
- James Venable
- Carl Vine
- Vishal-Shekhar
- Joseph Vitarelli
- Alessio Vlad

## W
- W.G. Snuffy Walden
- Don Walker
- Shirley Walker
- Oliver Wallace
- William Walton
- Michael Wandmacher
- Ken Wannberg
- Stephen Warbeck
- Edward Ward
- Mervyn Warren
- Don Was
- Mark Watters
- Franz Waxman
- Jimmy Webb
- Kenneth S. Webb
- Roy Webb
- Craig Wedren
- Kurt Weill
- Brahm Wenger
- Nigel Westlake
- Jerry Wexler
- Michael Whalen
- Bill Whelan
- David Whitaker
- John Clifford White
- Marc Wilkinson
- Alan Williams
- John Williams
- Joseph Williams
- Patrick Williams
- Paul Williams
- Malcolm Williamson
- Hal Willner
- Meredith Willson
- Chris Wilson
- Nancy Wilson
- Debbie Wiseman
- Charles Wolcott
- Jonathan Wolff
- Albert Woodbury
- Alex Wurman

## Y
- Stomu Yamashta
- Yanni
- Gabriel Yared
- Christopher Young
- Victor Young

## Z
- Paul Zaza
- Aaron Zigman
- Hans Zimmer
- John Zorn
- Inon Zur